# When I Look at the World
"When I Look at the World" es una canción de la banda de rock U2. Es la novena pista de su álbum del 2000, All That You Can't Leave Behind. 

## Inspiración
La canción trata sobre la fe de una persona que se ve afectada por la tragedia. Bono la ha descrito desde "el punto de vista de alguien que está teniendo una crisis de fe mirando a alguien que ha edificado su casa sobre la roca base". "When I Look at the World" también se ha descripto como el compromiso de Ali Hewson con las víctimas de la tragedia de Chernobyl.

## Historia
La guitarra, la batería y el bajo se grabaron durante un corto período de tiempo durante las sesiones de All That You Can't Leave Behind, y cuando terminó la grabación del álbum, The Edge se dio cuenta de que la canción se había grabado tan rápido que no podía recordar cómo tocarla. Debido a esto, la canción fue una de las tres únicas del álbum que nunca se tocó en vivo en su totalidad, siendo las otras dos "Peace on Earth" y "Grace". "When I Look at the World" fue recortada durante una presentación de "Bad" en el Elevation Tour en la ciudad de Kansas; esta es la única interpretación registrada de la canción por U2. 